# Portsmouth FC
Portsmouth FC is een voetbalclub uit de Engelse stad Portsmouth, die speelt in de Championship, na in het seizoen 2023/24 kampioen te zijn geworden van de League One. Portsmouth speelt haar thuiswedstrijden al sinds de oprichting in 1898 in Fratton Park. Portsmouth speelde van 1947 t/m 1959, in 1987/88 en van 2004 t/m 2010 op het hoogste niveau. Twee keer werd het Engelse landskampioenschap behaald, in 1949 en in 1950. In 1939 en 2008 won Portsmouth de FA Cup.
In het seizoen in de Europa League dat volgde op de winst van de FA Cup speelde Portsmouth tegen AC Milan en had het internationaal bekende voetballers onder contract staan, onder wie Jermain Defoe. Door financiële problemen degradeerde de club in 2010 echter naar de Championship. Na twee seizoenen in de Championship degradeerde Portsmouth twee keer achterelkaar, eerst naar de League One en vervolgens naar de League Two. Daar verbleef zij tot en met het seizoen 2016/17, dat met het kampioenschap bekroond werd.

## Erelijst
- Landskampioen

1949, 1950
- FA Cup

1939, 2008
- First Division

2003
- Third Division / League One

1962, 1983, 2024
- League Two

2017
- Football League Trophy

2018/19
- Barclays Asia Trophy

2007

## Eindklasseringen vanaf 1946/47
- 1947 12e
First Division
- 1948 8e
First Division
- 1949 1e
First Division
- 1950 1e
First Division
- 1951 7e
First Division
- 1952 4e
First Division
- 1953 15e
First Division
- 1954 14e
First Division
- 1955 3e
First Division
- 1956 12e
First Division
- 1957 19e
First Division
- 1958 20e
First Division
- 1959 22e
First Division
- 1960 20e
Second Division
- 1961 21e
Second Division
- 1962 1e
Third Division
- 1963 16e
Second Division
- 1964 9e
Second Division
- 1965 20e
Second Division
- 1966 12e
Second Division
- 1967 14e
Second Division
- 1968 5e
Second Division
- 1969 15e
Second Division
- 1970 17e
Second Division
- 1971 16e
Second Division
- 1972 16e
Second Division
- 1973 17e
Second Division
- 1974 15e
Second Division
- 1975 17e
Second Division
- 1976 22e
Second Division
- 1977 20e
Third Division
- 1978 24e
Third Division
- 1979 7e
Fourth Division
- 1980 4e
Fourth Division
- 1981 6e
Third Division
- 1982 13e
Third Division
- 1983 1e
Third Division
- 1984 16e
Second Division
- 1985 4e
Second Division
- 1986 4e
Second Division
- 1987 2e
Second Division
- 1988 19e
First Division
- 1989 20e
Second Division
- 1990 12e
Second Division
- 1991 17e
Second Division
- 1992 9e
Second Division
- 1993 3e
First Division
- 1994 17e
First Division
- 1995 18e
First Division
- 1996 21e
First Division
- 1997 7e
First Division
- 1998 20e
First Division
- 1999 19e
First Division
- 2000 18e
First Division
- 2001 20e
First Division
- 2002 17e
First Division
- 2003 1e
First Division
- 2004 13e
Premier League
- 2005 16e
Premier League
- 2006 17e
Premier League
- 2007 9e
Premier League
- 2008 8e
Premier League
- 2009 14e
Premier League
- 2010 20e
Premier League
- 2011 16e
Championship
- 2012 22e
Championship
- 2013 24e
League One
- 2014 13e
League Two
- 2015 16e
League Two
- 2016 6e
League Two
- 2017 1e
League Two
- 2018 8e
League One
- 2019 4e
League One
- 2020 5e
League One
- 2021 8e
League One
- 2022 10e
League One
- 2023 8e
League One
- 2024 1e
League One
- 2025 16e
Championship

- First Division
- Second Division
- Third Division
- Fourth Division
- Premier League
- Championship
- League One
- League Two

ⓘ In 1992 invoering van de Premier League en opheffing van de Fourth Division; in 2004 opheffing van de First, Second en Third Division.

### In Europa
Uitslagen vanuit gezichtspunt Portsmouth
| Seizoen                                                    | Competitie | Ronde    | Land               | Club          | Totaalscore | 1e W    | 2e W       | PUC |
| ---------------------------------------------------------- | ---------- | -------- | ------------------ | ------------- | ----------- | ------- | ---------- | --- |
| 2008/09                                                    | UEFA Cup   | 1e ronde | Vlag van Portugal  | Vitória SC    | 4-2         | 2-0 (T) | 2-2 nv (U) | 6.0 |
|                                                            |            | Groep E  | Vlag van Portugal  | SC Braga      | 0-3         | 0-3 (U) |            | 6.0 |
|                                                            |            | Groep E  | Vlag van Italië    | AC Milan      | 2-2         | 2-2 (T) |            | 6.0 |
|                                                            |            | Groep E  | Vlag van Duitsland | VfL Wolfsburg | 2-3         | 2-3 (U) |            | 6.0 |
|                                                            |            | Groep E  | Vlag van Nederland | sc Heerenveen | 3-0         | 3-0 (T) |            | 6.0 |
| Totaal aantal behaalde punten voor UEFA coëfficiënten: 6.0 |            |          |                    |               |             |         |            |     |

Zie ook
- Deelnemers UEFA-toernooien Engeland
- Ranglijst van alle clubs die in de diverse Europa Cups zijn uitgekomen

## Bekende (oud-)spelers

### Nederlanders
- Jeroen Boere
- Karim Rekik
- Harald Wapenaar
- Sander Westerveld
- Arjan de Zeeuw

### Belgen
- Ritchie De Laet
- Andréa Mbuyi-Mutombo
- Anthony Vanden Borre

### Overig
- Martin Allen
- John Aloisi
- Darren Anderton
- Andy Awford
- Yakubu Aiyegbeni
- Milan Baroš
- Patrik Berger
- Asmir Begović
- John Beresford
- Lee Bradbury
- Sol Campbell
- Peter Crouch
- Jermain Defoe
- Lassana Diarra
- Jimmy Dickinson
- Dan Ekner
- Steve Foster
- George Graham
- Peter Harris
- David James
- Glen Johnson
- Nwankwo Kanu
- Yoshikatsu Kawaguchi
- Alan Knight
- Niko Kranjčar
- Lauren
- Alan McLoughlin
- Paul Merson
- Darren Moore
- Sulley Muntari
- Arnold Mvuemba
- Quincy Owusu-Abeyie
- Petri Pasanen
- Brian Priske
- Robert Prosinečki
- Laurent Robert
- Mladen Rudonja
- Teddy Sheringham
- Lee Sharpe
- Dario Silva
- Fitzroy Simpson
- Franck Songo'o
- Dejan Stefanović
- Steve Stone
- Kit Symons
- Paul Walsh
- Neil Webb
- Adam Webster
- Guy Whittingham
- Mike Williamson
- Marc Wilson
- Nadir Çiftçi
- Kevin-Prince Boateng
- Boris Živković

## Trainer-coaches
| Van        | Tot        | Naam             | D | W | G | V |
| ---------- | ---------- | ---------------- | - | - | - | - |
| 12.05.2015 | 30.06.2017 | Paul Cook        |   |   |   |   |
| 13.04.2015 | 11.05.2015 | Gary Waddock     |   |   |   |   |
| 27.03.2014 | 12.04.2015 | Andrew Awford    |   |   |   |   |
| 09.12.2013 | 27.03.2014 | Richie Barker    |   |   |   |   |
| 20.11.2013 | 08.12.2013 | Andrew Awford    |   |   |   |   |
| 07.11.2012 | 25.11.2013 | Guy Whittingham  |   |   |   |   |
| 10.11.2011 | 07.11.2012 | Michael Appleton |   |   |   |   |
| 14.10.2011 | 06.11.2011 | Guy Whittingham  |   |   |   |   |
| 18.06.2010 | 13.10.2011 | Steve Cotterill  |   |   |   |   |
| 26.11.2009 | 30.06.2010 | Avram Grant      |   |   |   |   |
| 09.02.2009 | 24.11.2009 | Paul Hart        |   |   |   |   |
| 25.10.2008 | 09.02.2009 | Tony Adams       |   |   |   |   |
| 07.12.2005 | 25.10.2008 | Harry Redknapp   |   |   |   |   |
| 24.11.2005 | 06.12.2005 | Joe Jordan       |   |   |   |   |
| 07.04.2005 | 23.11.2005 | Alain Perrin     |   |   |   |   |
| 25.11.2004 | 06.04.2005 | Velimir Zajec    |   |   |   |   |
| 25.03.2002 | 24.11.2004 | Harry Redknapp   |   |   |   |   |
| 25.02.2001 | 25.03.2002 | Graham Rix       |   |   |   |   |
| 13.01.2000 | 12.10.2000 | Tony Pulis       |   |   |   |   |
| 01.07.1998 | 30.06.1999 | Alan Ball        |   |   |   |   |
| 01.08.1995 | 13.01.1998 | Terry Fenwick    |   |   |   |   |
| 01.07.1990 | 30.06.1991 | Frank Burrows    |   |   |   |   |
| 01.01.1989 | 30.06.1989 | John Gregory     |   |   |   |   |
| 01.07.1984 | 30.06.1988 | Alan Ball        |   |   |   |   |
| 01.07.1982 | 30.06.1984 | Bobby Campbell   |   |   |   |   |
| 01.07.1979 | 30.06.1982 | Frank Burrows    |   |   |   |   |
| 01.07.1974 | 30.06.1977 | Ian St. John     |   |   |   |   |
| 01.07.1973 | 15.09.1974 | John Mortimore   |   |   |   |   |
| 01.07.1970 | 30.06.1973 | Ron Tindall      |   |   |   |   |
| 01.07.1899 | 30.06.1903 | Frank Brettell   |   |   |   |   |